# Daredevil (jeu vidéo)
Pour les articles homonymes, voir Daredevil.
Daredevil est un jeu vidéo d'action développé par Griptonite Games, sorti en 2003 sur Game Boy Advance. Il est basé sur le film du même nom d'après le comics édité par Marvel. Une version Xbox et PlayStation 2 était développée par 5000ft Inc. mais a été annulée.

## Accueil
- Jeuxvideo.com : 7/20[1]